# Pszów
Pszów is een stad in het Poolse woiwodschap Silezië, gelegen in de powiat Wodzisławski. De oppervlakte bedraagt 20,42 km², het inwonertal 14.035 (2005).

## Verkeer en vervoer
- Station Pszów